# Premnitz

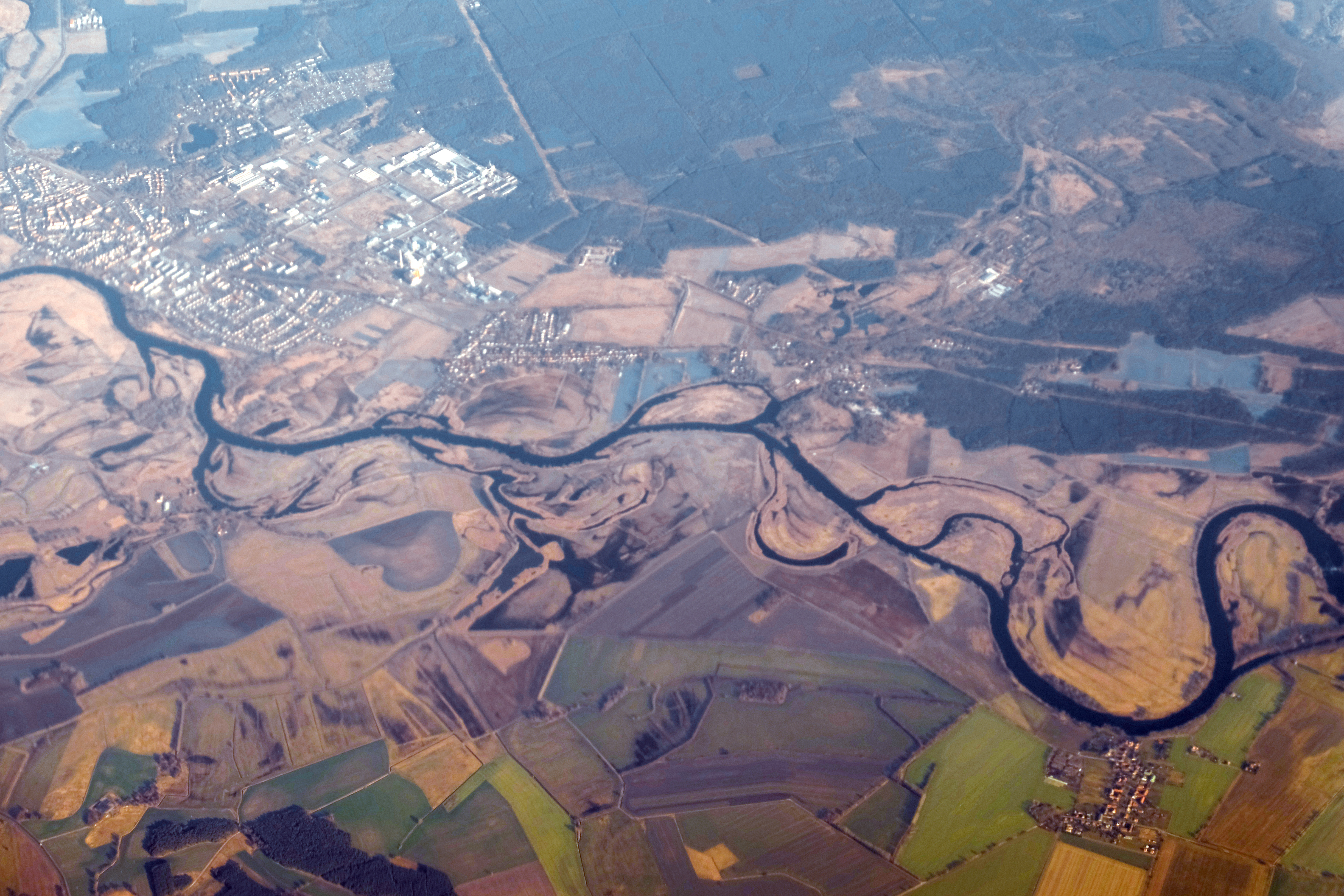
Luftaufnahme

Die Kleinstadt Premnitz liegt an der Havel im Landkreis Havelland im Land Brandenburg.

## Lage
Premnitz liegt in den Niederungen des westlichen Havellandes ca. 65 Kilometer westlich von Berlin. Nächstgelegene größere Städte sind Rathenow, Brandenburg an der Havel, Potsdam und Stendal. Premnitz liegt im Naturpark Westhavelland. Durch das Stadtgebiet erstreckt sich das Naturschutzgebiet Untere Havel Süd. Daneben gibt es weitere Schutzgebiete.

## Verwaltung
Premnitz gehörte bis 1952 zum Landkreis Westhavelland (bis 1947 in der preußischen Provinz Brandenburg, 1947–1952 im Land Brandenburg der SBZ bzw. DDR). Von 1952 bis 1993 lag die Stadt im Kreis Rathenow (bis 1990 im DDR-Bezirk Potsdam, 1990–1993 wieder im Land Brandenburg). Seit 1993 gehört Premnitz zum Landkreis Havelland.
Zur Stadt Premnitz gehören
- die Ortsteile Mögelin und Döberitz
- die Wohnplätze Ausbau Döberitz, Ausbau Mögelin, Gapel, Grünaue, Königshütte, Siedlung Döberitz und Waldkolonie. Auf der Gemarkung Döberitz liegt die Wüstung Lietzenhütte.

## Geschichte
Der Ort wurde als „Prebenitz“ 1375 erstmals urkundlich erwähnt. Mit der Ende des 19. Jahrhunderts einsetzenden Industrialisierung wandelte sich das bis dahin dörflich geprägte Ortsbild.

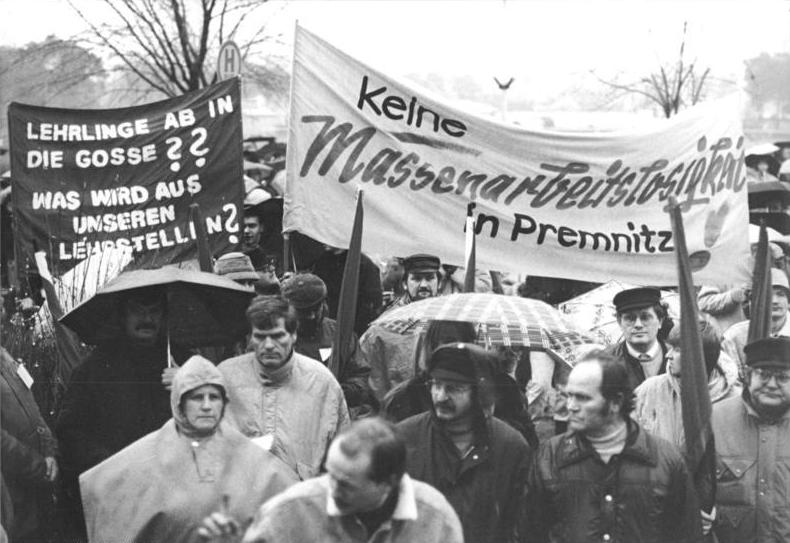
Protest gegen Arbeitsplatzabbau vor dem Werk der Faser AG in Premnitz am 10. Dezember 1990

Von erheblicher Bedeutung für die wirtschaftliche Entwicklung von Premnitz war die 1915 angesiedelte Chemieindustrie, die später in das Eigentum der I.G. Farben überging. Am 7. Dezember 1932 kam es dort zu einer schweren Explosion, die acht Todesopfer und eine unbekannte Zahl Verletzter forderte. Das Ereignis hatte am 9. Dezember eine Debatte im Reichstag zur Folge. Max Herm (KPD) prangerte „die unerhörten Antreibermethoden“ in Betrieben der IG Farben an und schrieb der SPD eine Mitschuld daran zu. Friedrich Ebert junior (SPD) warf seinem Kontrahenten vor, das Unglück zu nutzen, um sich „im Scheinwerferlicht des Reichstags zu betätigen“, während dessen Ursachen und Umstände noch unklar seien. Während des Zweiten Weltkrieges mussten dort 1200 Zwangsarbeiter und Kriegsgefangene, die in sieben großen und mehreren kleinen Lagern untergebracht waren, Zwangsarbeit verrichten: in der Rüstungs- und Kohleproduktion, im „Havellager“ der DAF und bei den I.G. Farben. Deren Werk wurde 1949 in einen Volkseigenen Betrieb umgewandelt und 1960 in VEB Chemiefaserwerk „Friedrich Engels“ umbenannt. Das Werk gehörte bis 1990 zum Chemiefaserkombinat.
Im Zuge des Ausbaus der Chemiefaserindustrie in den 1950er- und 1960er-Jahren und der damit verbundenen Zunahme der Einwohnerzahl entstanden neue Wohnviertel mit entsprechenden Versorgungseinrichtungen. Überregional wurde der Ort durch die Herstellung von WOLPRYLA bekannt. 1962 wurde Premnitz das Stadtrecht verliehen.
1990 wurde das Chemiefaserwerk privatisiert und unter erheblichen Umstrukturierungen in die „Märkische Faser AG“ umgewandelt.
Durch den Abbau von Arbeitsplätzen stieg die Arbeitslosigkeit stark an, was zu einer Abwanderung vieler Einwohner führte.
In den 1990er-Jahren wurde das Stadtzentrum mit dem Marktplatz neugestaltet.

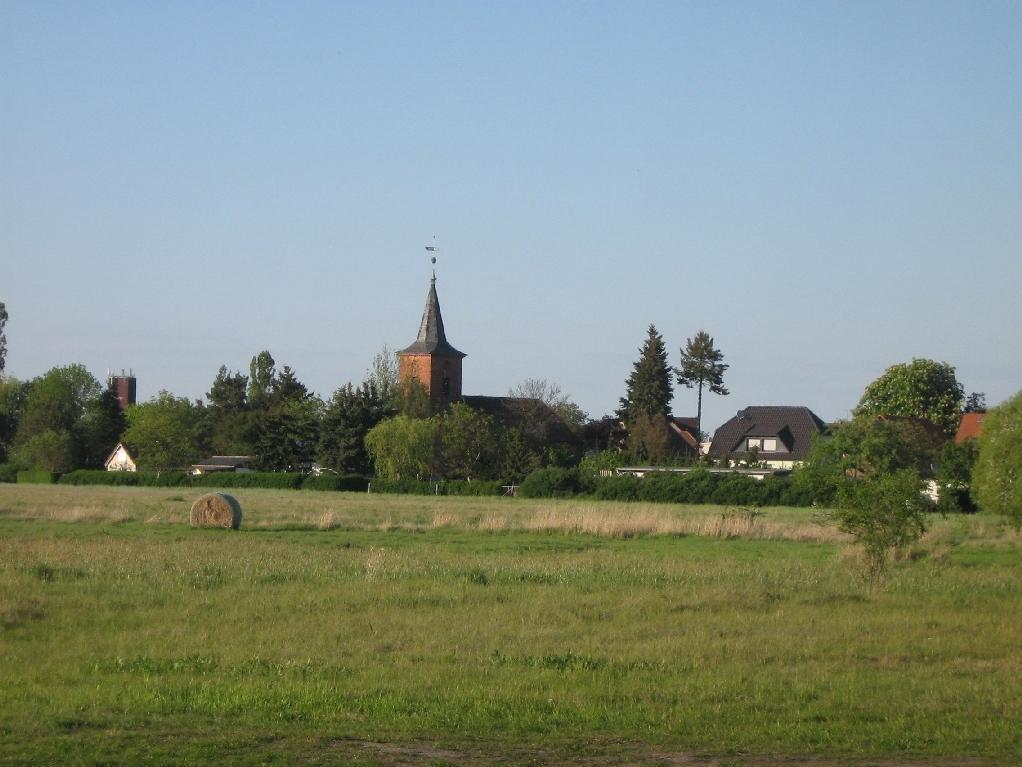
Blick von den Havelwiesen auf den Ortsteil Döberitz

Am 13. Juli 1992 erteilte der Minister des Innern des Landes Brandenburg seine Zustimmung zur Bildung des Amtes Premnitz. Als Zeitpunkt des Zustandekommens des Amtes wurde der 21. Juli 1992 festgelegt. Die Zustimmung war zunächst bis zum 21. Juli 1994 befristet. Das Amt hatte seinen Sitz in der Stadt Premnitz und bestand zunächst aus drei Gemeinden im damaligen Landkreis Rathenow:
1. Stadt Premnitz
2. Döberitz
3. Mögelin

Die Befristung wurde ab 11. Juli 1994 aufgehoben. Zum 31. Dezember 2002 wurde Mögelin in die Stadt Premnitz eingegliedert.
Zum 26. Oktober 2003 wurde auch die Gemeinde Döberitz per Gesetz in die Stadt Premnitz eingegliedert. Das Amt Premnitz wurde aufgelöst, die Stadt Premnitz wurde amtsfrei.

## Bevölkerungsentwicklung
Nach 1915 stieg die Einwohnerzahl von Premnitz stark an. Dieser Anstieg verstärkte sich während der Zeit des Nationalsozialismus durch den Ausbau der Kriegsproduktion. Nach dem Zweiten Weltkrieg setzte sich der Zuwachs zunächst fort, als die DDR Premnitz zum Chemiestandort ausbaute. Nach der Wende schrumpfte die Bevölkerungszahl deutlich, hat sich aber inzwischen stabilisiert.
| Jahr | Einwohner |
| ---- | --------- |
| 1875 | 0510      |
| 1890 | 0662      |
| 1910 | 0610      |
| 1925 | 2 154     |
| 1933 | 2 683     |
| 1939 | 3 846     |

| Jahr | Einwohner |
| ---- | --------- |
| 1946 | 06 387    |
| 1950 | 06 089    |
| 1964 | 10 082    |
| 1971 | 11 808    |
| 1981 | 11 726    |
| 1985 | 11 661    |

| Jahr | Einwohner |
| ---- | --------- |
| 1990 | 11 196    |
| 1995 | 10 236    |
| 2000 | 08 794    |
| 2005 | 09 850    |
| 2010 | 08 893    |
| 2015 | 08 422    |

| Jahr | Einwohner |
| ---- | --------- |
| 2020 | 8 368     |
| 2021 | 8 290     |
| 2022 | 8 222     |
| 2023 | 8 192     |
| 2024 | 8 057     |

Gebietsstand des jeweiligen Jahres, Einwohnerzahl: Stand 31. Dezember (ab 1991). Ab 2011 auf Basis des Zensus 2011. Ab 2022 auf Basis Zensus 2022

## Politik

### Stadtverordnetenversammlung
Die Stadtverordnetenversammlung von Premnitz besteht aus 18 Mitgliedern und dem hauptamtlichen Bürgermeister. Die Kommunalwahl am 9. Juni 2024 führte bei einer Wahlbeteiligung von 61,2 % zu folgendem Ergebnis:

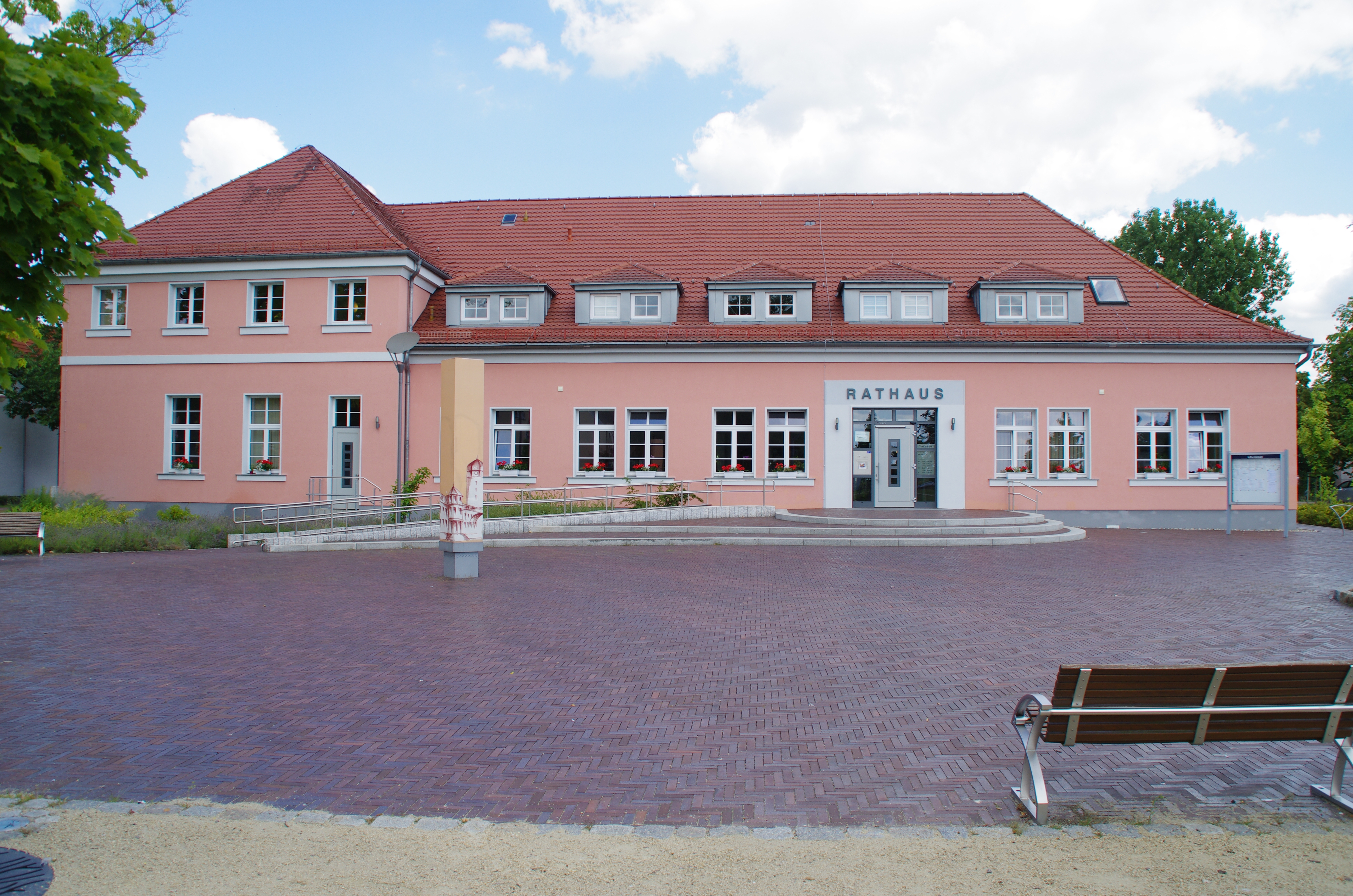
Rathaus Premnitz

| Partei / Wählergruppe                              | Stimmenanteil 2019 | Sitze 2019 |  | Stimmenanteil 2024 | Sitze 2024 |
| -------------------------------------------------- | ------------------ | ---------- |  | ------------------ | ---------- |
| SPD                                                | 26,0 %             | 5          |  | 27,0 %             | 5          |
| Wählergemeinschaft Döberitz-Mögelin-Premnitz (DMP) | 16,6 %             | 3          |  | 25,1 %             | 5          |
| AfD                                                | 12,3 %             | 2          |  | 24,7 %             | 4          |
| CDU                                                | 18,0 %             | 3          |  | 15,9 %             | 3          |
| Die Linke                                          | 14,9 %             | 3          |  | 06,0 %             | 1          |
| FDP                                                | 08,0 %             | 1          |  | 01,3 %             | –          |
| Bündnis 90/Die Grünen                              | 04,3 %             | 1          |  | –                  | –          |
| Insgesamt                                          | 100 %              | 18         |  | 100 %              | 18         |

### Bürgermeister
- 1994–2000: Joachim Aurich (parteilos, Kandidat der Liste CDU/Kulturbund)
- 2000–2016: Roy Wallenta (parteilos)[14]
- 2016–2024: Ralf Tebling (SPD)
- seit 2024: Thomas Rosenberg (parteilos)

Tebling wurde bei der Bürgermeisterstichwahl am 24. April 2016 mit 53,6 Prozent der gültigen Stimmen gewählt. In der Stichwahl am 9. Juni 2024 unterlag er Rosenberg, der mit 64,0 % der gültigen Stimmen zu seinem Nachfolger gewählt wurde. Seine Amtszeit beträgt acht Jahre.

### Wappen
| Wappen von Premnitz | Blasonierung: „In Silber eine schräglinke, zweibogige, von schwarzen Steinen eingefasste rote Brücke, vorne von zwei linkssehenden schwarzen Entenköpfen mit beringtem goldenem Halsband und silbernem Schnabel, hinten von einem gestürzten, schwarzen Fisch nach der Figur begleitet.“ |
| Wappen von Premnitz | Das Wappen wurde am 13. März 1997 durch das Ministerium des Innern genehmigt. |

Historisches Wappen
| altes Wappen von Premnitz | Blasonierung: „In Silber eine zweibogige rote Brücke, schwebend über blauem Wasser, darin ein silberner Fisch, über der Brücke schwebend eine goldene Retorte.“ |
| altes Wappen von Premnitz | Wappenbegründung: Die Wellenlinien deuten die Lage von Premnitz an der Havel an. Die Fischdarstellung drückt aus, dass Premnitz als Fischerdorf entstand. Die Brücke, bekannt als Thälmannbrücke, weist auf illegale kommunistische Kampfaktionen während der Nazizeit hin. Die Retorte versinnbildlicht die heute in Premnitz dominierende Chemieindustrie. Das Wappen entstand unter Mitarbeit der Einwohner von Premnitz und wurde am 14. November 1963 durch die Stadtverordnetenversammlung bestätigt. |

### Flagge
Die Flagge ist rot-weiß-rot (1:2:1) gestreift und mittig mit dem Stadtwappen belegt.

### Dienstsiegel
Das Dienstsiegel zeigt das Wappen der Stadt mit der Umschrift: „STADT PREMNITZ • LANDKREIS HAVELLAND“.

### Städtepartnerschaften
Premnitz unterhält seit 1967 eine Städtepartnerschaft zu der französischen Stadt Le Petit-Quevilly, ebenso seit 1990 zur Stadt Niederkassel in Nordrhein-Westfalen. Freundschaftliche Beziehungen bestehen weiterhin zur ebenfalls in Nordrhein-Westfalen gelegenen Stadt Willich.

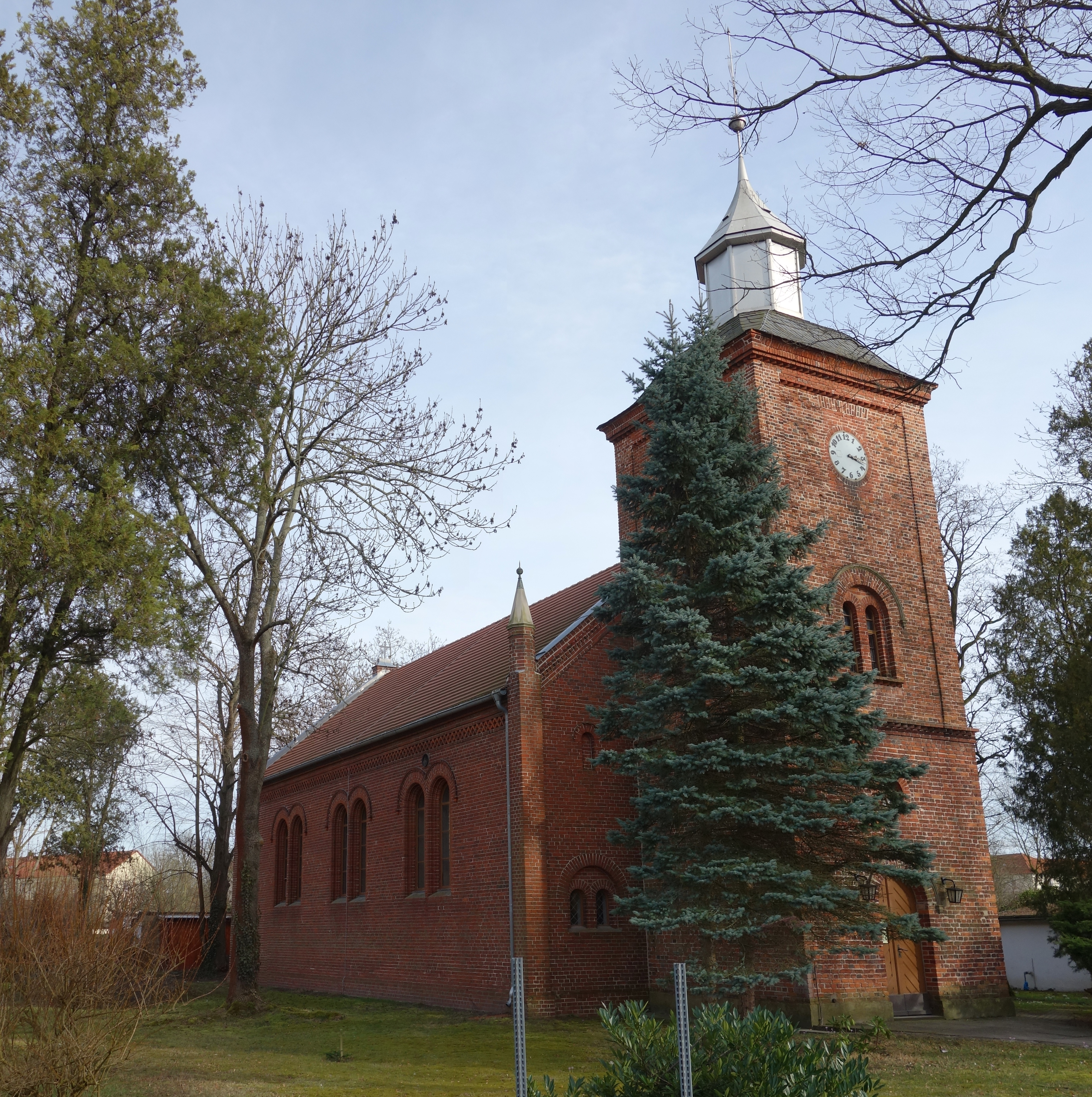
Evangelische Stadtkirche

## Sehenswürdigkeiten

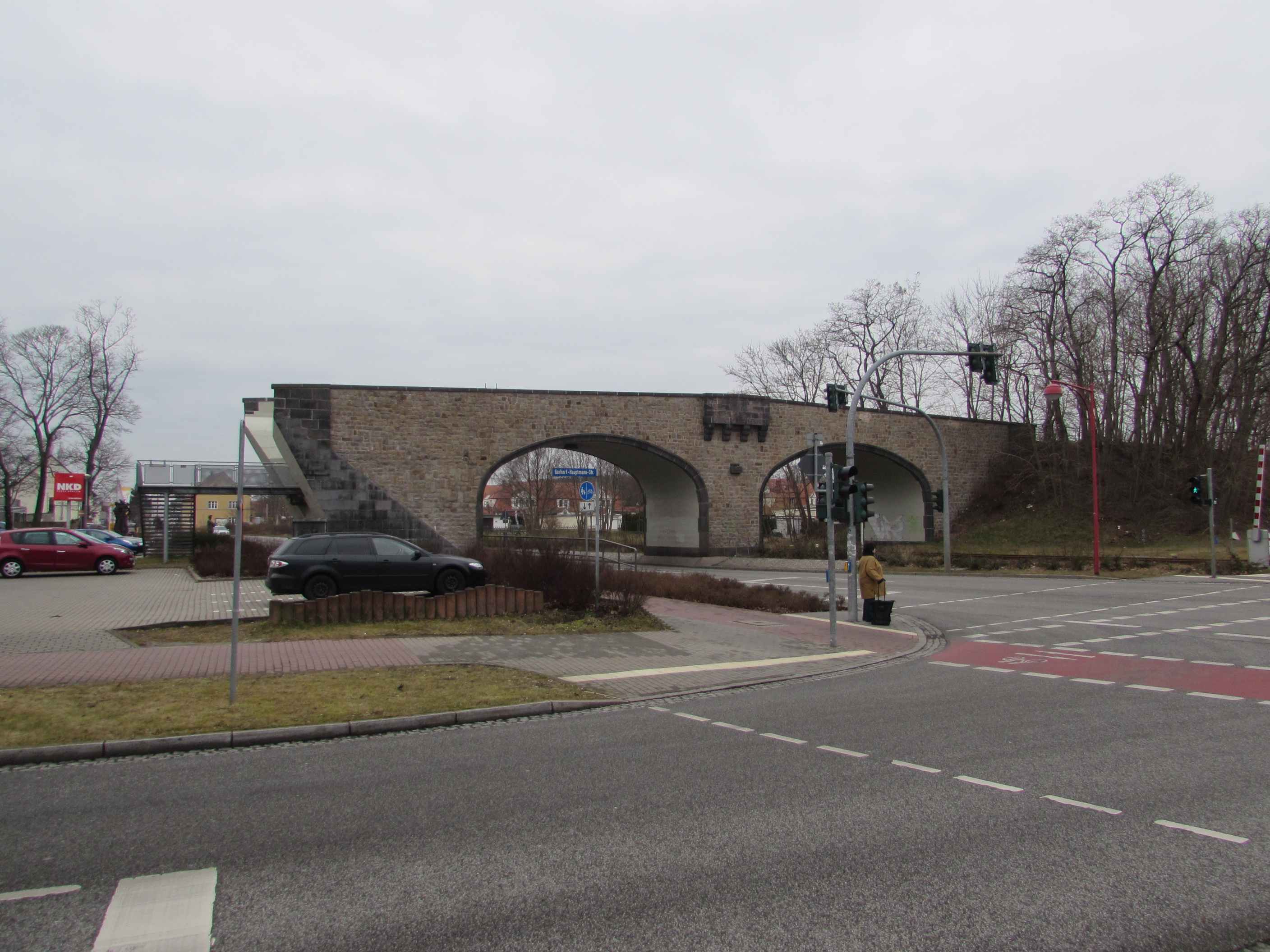
Steinbogenbrücke im Zentrum

### Bauwerke
Vom alten Premnitz sind entlang der Hauptstraße noch einige Bürgerhäuser aus dem 19. Jahrhundert sowie die 1858 im neuromanischen Stil errichtete evangelische Stadtkirche Premnitz erhalten. Wahrzeichen der Stadt ist die Steinbogenbrücke, eine ehemalige Eisenbahnbrücke zwischen Pulverfabrik beziehungsweise Chemiefaserwerk und Havel, die auch im Stadtwappen dargestellt ist. In der Liste der Baudenkmale in Premnitz sind die in der Denkmalliste des Landes Brandenburg eingetragenen Baudenkmale aufgeführt.

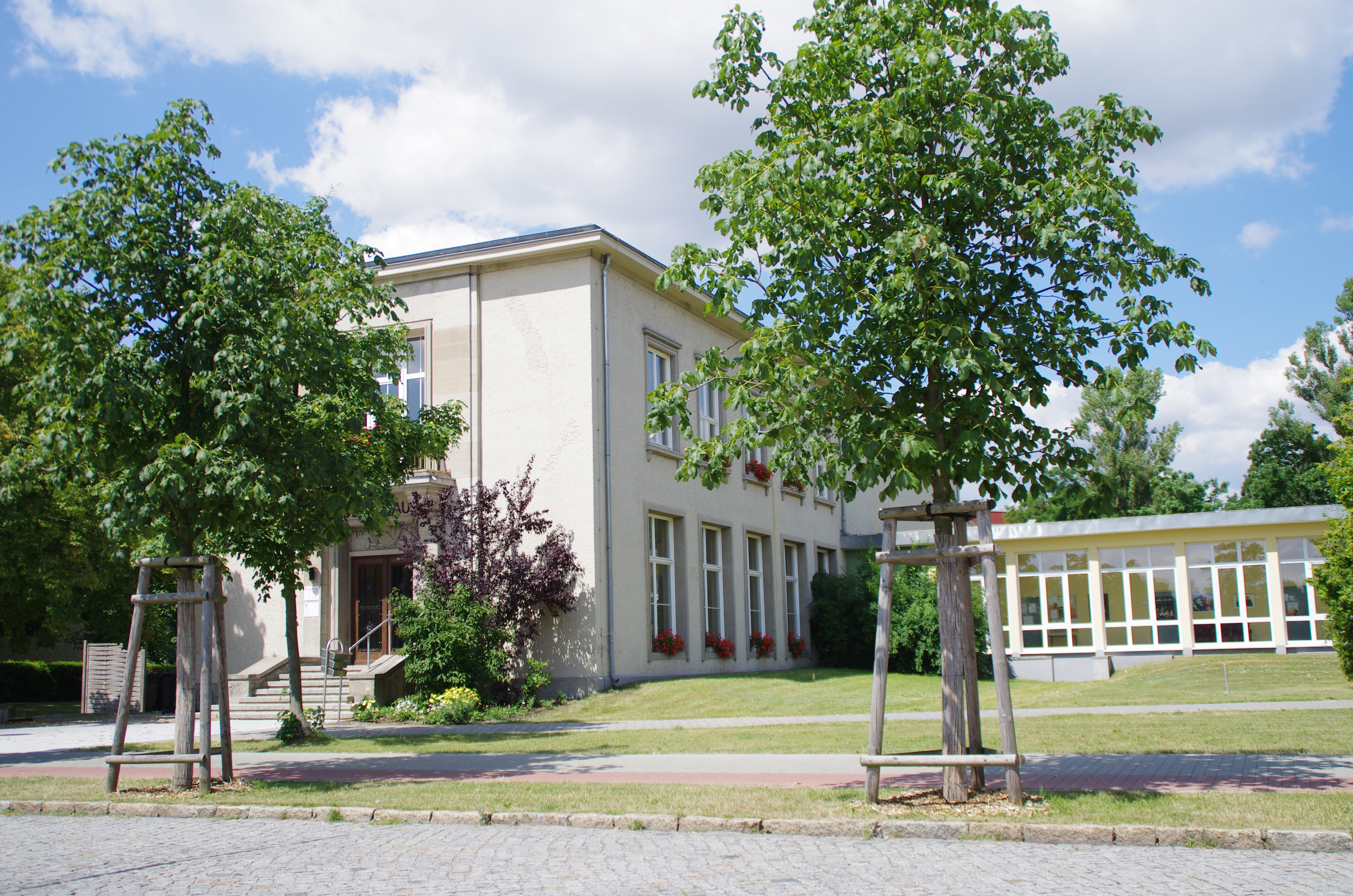
Kulturhaus Premnitz

Die katholische Kirche St. Marien wurde 1977 geweiht.

### Mahnmale
- Denkmal auf dem Friedhof des Ortsteils Döberitz für 13 ums Leben gekommene Zwangsarbeiter aus den Niederlanden, Polen und der Sowjetunion
- Mahnmalsanlage von 1964/1965 (erneuert 1974) an der Ernst-Thälmann-/Ecke August-Bebel-Straße von Bildhauer Karl Mertens für die zahlreichen Opfer unter den 1200 Zwangsarbeitern und 100 Kriegsgefangenen aus 21 Nationen, die für die Rüstungsproduktion arbeiten mussten
- Gedenkstein von 1969 auf dem Waldfriedhof nördlich der Bergstraße für zwölf umgekommene Zwangsarbeiter
- Gräber-Reihe auf dem Evangelischen Friedhof an der Bergstraße zum Gedenken an mehrere Zwangsarbeiter
- Gedenktafel von 1976 von dem Laienkünstler Egon Keller an der Feuerwache der Märkischen Faser AG an der Friedrich-Engels-Straße 1 zur Erinnerung an die in der Zeit des Nationalsozialismus umgekommenen Zwangsarbeiter

### Parkanlagen
Premnitz war einer von fünf Standorten der Bundesgartenschau 2015. Der Premnitzer BUGA-Park liegt unmittelbar an der Havel. Auf dem Grünzug und der Uferpromenade wurden Schattenstauden und Gräser gezeigt. Ein Naturerlebnispfad wurde eingerichtet.

### Museum
Das DDR Museum Döberitz gab es von 2014 bis 2023 im Ortsteil Döberitz. Es stellte neben anderen Dingen aus der ehemaligen DDR auch Fahrzeuge wie Trabant aus.

## Verkehr
Die wichtigste Straßenverbindung der Stadt ist die Bundesstraße 102 zwischen Rathenow und Brandenburg an der Havel. Die nächstgelegene Autobahnanschlussstelle ist Brandenburg an der A 2.
Premnitz mit den Bahnhöfen Mögelin, Premnitz Nord, Premnitz Zentrum und Döberitz liegt an der Eisenbahnstrecke Brandenburg an der Havel–Rathenow, einem Teilabschnitt der 1904 eröffneten Brandenburgischen Städtebahn, auf der die Regionalbahnlinie RB 51 der Ostdeutschen Eisenbahn (ODEG) zwischen Rathenow und Brandenburg verkehrt.
Premnitz liegt an der Unteren Havel-Wasserstraße, einer bedeutenden Bundeswasserstraße.

## Sport

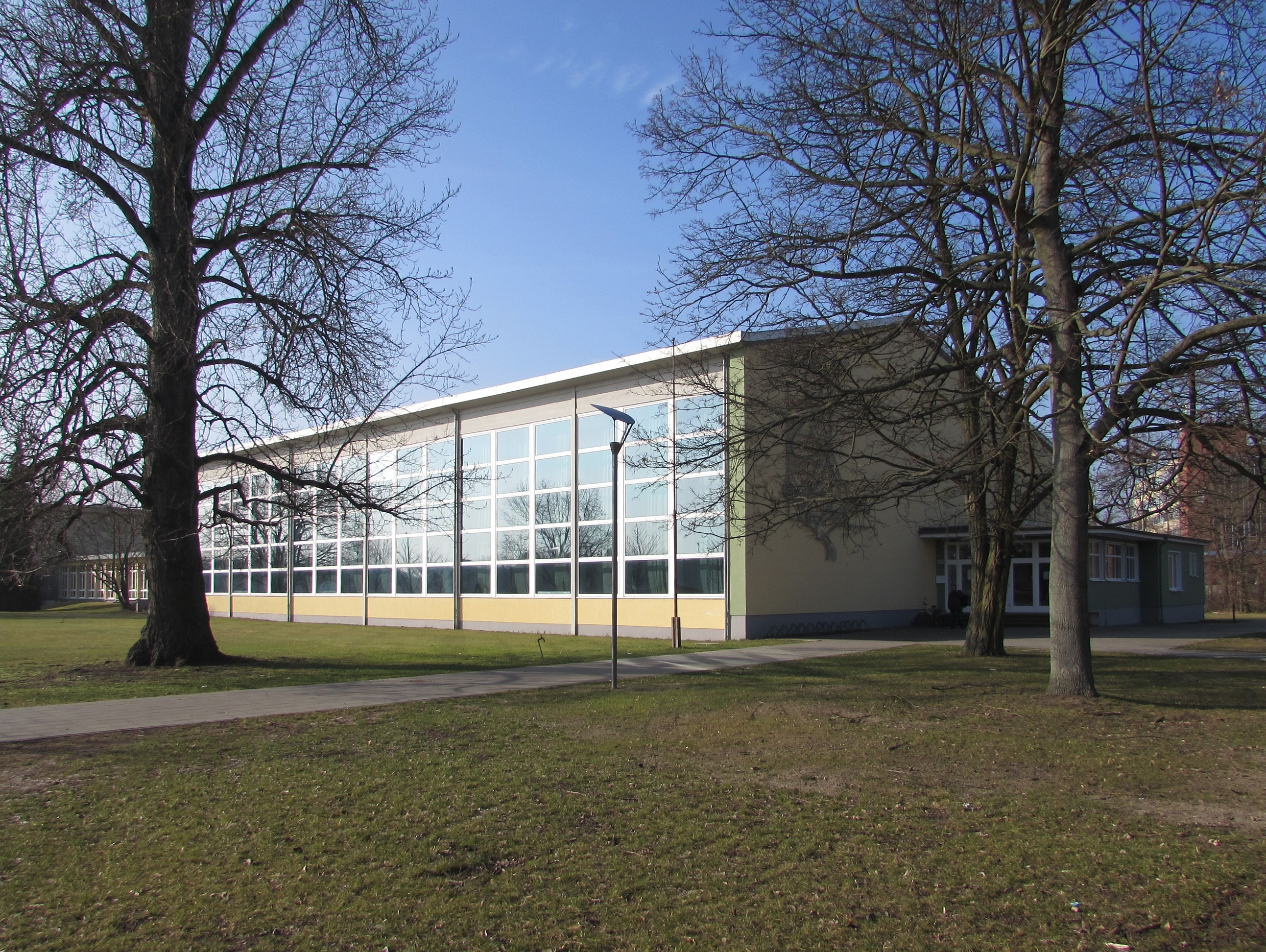
Sporthalle am Tor II

Bedeutendster und größter Sportverein in Premnitz ist der TSV Chemie Premnitz. Die Handballer des Vereins spielten in der DDR mehrfach sowohl im Feldhandball als auch im Hallenhandball erstklassig. Zwischen 1971 und 1973 konnte der Verein insgesamt dreimal den FDGB-Pokal gewinnen. Die Mannschaft trägt ihre Heimspiele in der 1962 fertiggestellten Sporthalle am Tor II aus. In dieser Halle fanden auch wiederholt internationale Sportveranstaltungen wie Länderkämpfe im Turnen und Handball- und Volleyballländerspiele statt.
Neben den Handballern erlangten auch die Fußballer der BSG Chemie eine gewisse Bekanntheit. Sie spielten zwischen 1967 und 1984 mehrfach in der zweitklassigen DDR-Liga. In der Saison 2024/2025 spielt die Mannschaft der TSV Chemie Premnitz in der Landesklasse West Brandenburg.
Die Sektion Bowling des TSV Chemie spielt seit der Saison 2004/2005 ununterbrochen in der 1. Bundesliga. Dreimal (2005/2006, 2009/2010 und 2010/2011) konnten der Verein die deutsche Meisterschaft gewinnen. Bereits in der DDR war Chemie ein herausragender Verein und gewann mehrere Meisterschaften.

## Film
Der DEFA-Dokumentarfilm Der Stoff zum Leben (1989) von Thomas Kuschel porträtiert einen Arbeiter des Chemiefaserwerks in Premnitz und zeigt in vielen Einstellungen Bilder des Werks und der Stadt.

## Söhne und Töchter der Stadt
- Hans-Peter Grohganz (1948–1981), Todesopfer an der Berliner Mauer
- Karsten Heinz (* 1960), Handballtorwart und -trainer
- Gabriela Hesse (* 1960), Zisterzienserin und Äbtissin des Klosters St. Marienstern seit 2018
- Anke Domscheit-Berg (* 1968), Unternehmerin und Politikerin (Bündnis 90/Die Grünen, Piratenpartei, parteilos, Die Linke)